# Team Acer
Team Acer war das E-Sport-Werksteam des Computerherstellers Acer. Das Team wurde 2011 gegründet und hatte seinen Hauptsitz in Bad Tölz. Das Team war im November 2013 in den E-Sport-Titeln StarCraft II, FIFA und TrackMania aktiv. Zwischen 2011 und 2012 stellte Acer darüber hinaus mehrere Teams in League of Legends und ein Team in Battlefield 3. Ende 2014 wurde auch ein Team für das noch in der Betaphase befindliche Heroes of the Storm verpflichtet. Am 1. März 2016 wurde Team Acer offiziell aufgelöst.

## Erfolge
Zusammen haben die derzeitigen Starcraft-II-Spieler von Team Acer seit Erscheinen des Spiels rund 550.000 Dollar Preisgeld erspielt. In Kooperation mit Axiom spielte das Team als Axiom-Acer in der Global StarCraft II Team League.
Große Einzelerfolge in StarCraft II sind unter anderem der zweite Platz von Samuli „elfi“ Sihvonen beim Intel Extreme Masters Season VI Guangzhou 2011, die zweiten Plätze von Artur „Nerchio“ Bloch bei der IGN ProLeague Season 2 und dem Intel Extreme Masters Season VII Köln sowie seinem Sieg auf der DreamHack Bukarest 2012, sowie der Sieg von Mun „MMA“ Seong-won bei der World Championship Series Season 3 2013.
Mit dem zweimaligen Sieger der World Cyber Games und ESWC-Gewinner Kalle „frostBeule“ Videkull verpflichtete man 2011 den bis dato erfolgreichsten TrackMania-Spieler der Welt. In FIFA gewann Kai „detoooo“ Wollin unter anderem 2011 und 2012 die World Cyber Games.
2011/12 wagte Acer sich in den Battlefield-3-Bereich und konnte erfolgreich das Team um den damaligen Battlefield-Spieler Olaf „Auge_v2142“ Lange verpflichten. Dem Team gelang der 2. Platz in der ESL Pro Series Summer 12.

## Wichtige ehemalige Spieler
Auswahl wichtiger Spieler, die für Team Acer antraten
- Artur „Nerchio“ Bloch (Starcraft II, 2011–2016, Zerg)
- Sasha „Scarlett“ Hostyn (Starcraft II, 2012–2016, Zerg)
- Kalle „frostBeule“ Videkull (TrackMania, 2011–2016)